# Smile!
『Smile!』（スマイル!）は、テレビ金沢で2006年10月から2009年6月まで放送されていた土曜日夕方の情報番組。番組のキャッチコピーは「土曜の夕方　お茶の間に笑顔を!!」。

## 番組概要
2006年9月に終了した『じゃんサタ』（開始当初は『じゃんけんサタデー!!』）の後継番組で、テレビ金沢のレギュラー番組では初めて、番組と連動したデータ放送を地上デジタル放送およびワンセグで実施した。
2009年4月には、放送時間を土曜の16時台に移行。同年6月で番組が終了し、土曜日夕方の自社制作番組はこの番組が最後となった。7月からは夕方ワイド番組の『びービーみつばち』と統合した『となりのテレ金ちゃん』（金曜日は『花のテレ金ちゃん』）に移行することとなる。

## 出演者
- 平山貴人
- 橋永晶子 - テレビ金沢アナウンサー（当時）
- 塚田誉 - 同上
- 丹羽真由実 - 同上

## 主なコーナー
誉（ほまれ）のドコ行く?
- 塚田誉が石川県内を巡り、地元の人と触れ合う旅。リュックを背負いながらディレクターとの二人旅。このコーナーの総集編として『Smile!特別編』が不定期に放送。このコーナーは『となりのテレ金ちゃん』で継続されている。

みんなの週末ナビ
- とっておきの週末の過ごし方を提案。橋永晶子がリポート。

石川スーパー列伝
- 石川県内のすご腕名人や達人を紹介するコーナー。VTR紹介とスタジオに招いてのやり取りもあり。

にわのサキドリ◎（にじゅうまる）
- 丹羽真由実が今話題になっているグッズを紹介するコーナー。コーナーの特徴は『ズームイン!!SUPER』水曜日の「いいMONO見っけ!」に近い。

デパトク
- めいてつ・エムザで取り扱っている商品を紹介。コーナー後には「めいてつ・エムザ インフォメーション」がある。なお、このコーナーは『花のテレ金ちゃん』の17時台で継続されている。

## 放送時間
放送開始 - 2009年3月28日
- 土曜日 17:00 - 17:54（JST）

2009年4月4日 - 番組終了
- 土曜日 16:00 - 16:55
  - 『所さんの目がテン!』および『NNN Newsリアルタイムサタデー』の放送時間変更のため時間帯移動。これにより、土曜17時台の番組が6年ぶりに日本テレビと同時になった。
  - NNS全国ネット番組放送時などは放送時間が繰り上げとなる。

## 補足
番組の進行は各コーナーごとにボードを使いながら行う。ボードは『みのもんたの朝ズバッ!』（TBS）の「ズバッ!8時またぎ」ボードを各項目ごとに独立させた感じのもの。また、CM前には番組タイトルをコールしたアイキャッチが入る。
2009年5月30日の放送では、『ズームイン!!SUPER』キャスターの羽鳥慎一と西尾由佳理（いずれも当時日本テレビアナウンサー）がゲストとして出演。同年5月27日から6月1日までめいてつ・エムザで開催されていた「ズームイン!!SUPER 全国うまいもの博」でのトークショー後に出演した。